# هوانگ زوپینگ
هوانگ زوپینگ (انگلیسی: Huang Zuping؛ زادهٔ ۱۱ ژوئن ۱۹۶۳) سوارکار اهل چین بود. وی در بازی‌های المپیک تابستانی ۲۰۰۸ حضور داشته‌است.